# كلية الإعلام بجامعة دمشق
تعيين عميد جديد لكلية الاعلام في جامعة دمشق خلفاً للدكتورة بارعة شقير

## لمحة عن الكلية
بدأ تدريس الإعلام في سوريا من خلال معهد الإعداد الإعلامي الذي تأسس عام 1969 في دمشق، قبل أن يتم افتتاح قسم «الإعلام» التابع ل كلية الآداب والعلوم الإنسانية بدمشق عام 1987 ليستمر تدريس الطلاب فيه بإمكانيات محدودة لمدة /23/ سنة إلى أن تأسست كلية خاصة للإعلام تابعة ل جامعة دمشق بتاريخ 1 آذار 2011. 

## أقسام الكلية
- العلاقات العامة والإعلان

- الإذاعة والتلفزيون

- الإعلام الإلكتروني

- الصحافة والنشر

## اهداف الكلية
- زيادة فرص التعليم العالي أمام العدد المتزايد من خريجي المرحلة الثانوية في سورية .
- خدمة المجتمع المحلي وتطويره من خلال التركيز على البحث العلمي وتشجيعه.
- الاهتمام بنوعية التعليم الإعلامي بغية توفير الكفاءات العلمية والكوادر المؤهلة لخدمة احتياجات المجتمع وقطاعاته التنموية كافة.
- تعليم وتدريب وإعداد وتهيئة الطلاب وفق أسس مهنية وفنية معاصرة ووفق أحدث طرائق التدريس لتأمين مخرجات متميزة قادرة على المنافسة في سوق العمل الإعلامي المعاصر.

- الإسهام في تقدم الفكر الإنساني وبناء مجتمع المعرفة من خلال إكساب الطلاب المعلومات وإنتاجها وتطويرها وتوظيفها في خدمة التنمية المستدامة .
- تطوير المنهج العلمي والاستقلال الفكري والمبادرة الشخصية وإذكاء الشعور بالانتماء وروح المسؤولية والعمل الجماعي.
- تنظيم وعقد البرامج والدورات وورش العمل والمؤتمرات العلمية المتنوعة للإسهام في تكامل وتنمية قطاعات المجتمع وتطويرها في المجال الإعلامي.
- تدريب وتأهيل الكوادر العاملة في المؤسسات الإعلامية والعمل على رفع سويتهم المعرفية والثقافية والتقنية.